# Ascodipteron semirasum
Ascodipteron semirasum är en tvåvingeart som beskrevs av Maa 1965. Ascodipteron semirasum ingår i släktet Ascodipteron och familjen lusflugor. Inga underarter finns listade i Catalogue of Life.